# Фридрих Карл Август Вальдек-Пирмонтский
Фридрих Карл Август Вальдек-Пирмонтский (нем. Friedrich Karl August von Waldeck-Pyrmont; 25 октября 1743, Бад-Арользен, Вальдек-Франкенберг или Цвайбрюккен — 24 сентября 1812, Бад-Арользен, Вальдек-Франкенберг) — владетельный князь (правитель)  Вальдек-Пирмонта в 1763—1805 и только Вальдека в 1805—1812 годах. 

## Биография
Родился в 1743 году в семье владетельного князя Карла Августа Вальдек-Пирмонтского и его супруги, Кристианы Генриетты Пфальц-Цвейбрюккенской.
Получил хорошее для своего времени образования: полтора года обучался в Лозаннском университете, а затем совершил гран-тур (образовательную поездку) по Франции и Италии. Состоял на австрийской военной службе в чине подполковника (1757).
Вальдек был бедным но чрезвычайно стабильным княжеством, территория которого мало менялась в течение многих столетий. Одной из ключевых статей доходов, помимо сельского хозяйства, была сдача в аренду батальонов солдат, сформированных в Вальдеке, армиям других стран. В описываемое время Вальдек сдавал в аренду три (позднее четыре) батальона своих солдат Нидерландам. Сам Фридрих Карл Август получил чин генерал-лейтенанта нидерландской службы (1772).
Когда началась Война за независимость США, он сдал англичанам 1200 (тысячу двести) вальдекских солдат для войны в колониях, из которых погибло 720 человек (то есть, более половины). Полученные деньги потратил на строительство нового дворца в Арользене. 
Впрочем, несмотря ни на что, Фридрих Карл Август имел репутацию просвещённого правителя. Он пытался развивать экономик княжества: строил дороги, стимулировал ориентированное на экспорт производства льна и шерсти, а также железоделательное производство. Он пригласил в Вальдек колонию квакеров (которые справедливо считались «экономически эффективной» религиозной группой), однако запретил евреям торговать в княжестве и вообще ограничивал их присутствие там. 
Фридрих Карл Август покровительствовал искусствам, и особенно художнику Иоганну Фридриху Августу Тишбейну: князь оплатил его образование, назначил жалование как придворному живописцу, а взамен Тишбейн украсил картинами новый княжеский арользенский дворец.
Сам Фридрих Карл Август написал историю Семилетней войны (по-французски), несколько биографий, а также опубликовал воспоминания своего отца о военных кампаниях 1745–1747 годов. При нём в Корбахе была построена школа и несколько улучшилось материальное положение учителей. 
Хотя сам Фридрих Карл Август не был масоном, он покровительствовал местной масонской ложе, которую возглавил его младший брат Людвиг. 
Однако, материальное положение княжества продолжало оставаться удручающим. Вместе с престолом Фридрих Карл Август унаследовал долг в 800 000 рейхсталеров и успешно довёл его до 1 200 000  рейхсталеров, после чего подал императору в Вену заявление о банкротстве. Выгодно жениться (и вообще жениться) князь отказался, но зато попытался продать половину своих родовых владений — графство Пирмонт (неудачно). 
Из солдат, выживших в Америке, князь сформировал пятый батальон для Голландии. Во время Войны первой коалиции он лично сражался против Франции в составе голландской армии во главе пяти своих батальонов. Несмотря на это, Наполеон позднее не упразднил Вальдек-Пирмонт совсем, а только разделил его на два владения, оставив Фридриху Вальдек, а Пирмонт передав его младшему брату Георгу (Людвиг к тому времени скончался). 
В апреле 1807 года оба брата вступили в Рейнский союз (с Наполеоном в качестве протектора). В 1812 году он снарядил для наполеоновской армии батальон для участия в походе на Россию.
В сентябре 1812 года Фридрих Карл Август скончался бездетным и холостым, после чего его брат Георг объединил оба владения (Вальдек и Пирмонт) вновь но тоже вскоре умер. В дальнейшем государством правили потомки Генриха, однако юридически оно продолжало состоять из двух отдельных владений, то есть их юридическое объединение (в отличие от фактического) так и не было вновь произведено.